# Sydney Bears
Les Sydney Bears sont un club de hockey sur glace de Sydney en Australie. Il évolue dans l'AIHL, l'élite australienne.

## Historique
Le club est créé en 1982 sous le nom de Sydney Bears. En 2007, il annonce son déménagement à Penrith pour la saison 2007 et est renommé AIHL Bears ou tout simplement Bears. En 2010 il reprend son nom original.

## Palmarès
- Vainqueur de l'AIHL : 2002, 2007.